# Hooker (Oklahoma)
Hooker es una ciudad ubicada en el condado de Texas, Oklahoma, Estados Unidos. Tiene una población estimada, en 2021, de 1740 habitantes.

## Toponimia
El nombre de la ciudad rinde homenaje al capataz de ganado local John "Hooker" Threlkeld, quien residió en la zona desde 1873. Ha sido frecuentemente mencionado en listas de nombres de lugares inusuales.

## Geografía
La localidad está ubicada en las coordenadas 36°51′41″N 101°12′58″O / 36.86139, -101.21611 (36.861328, -101.21621).

## Demografía
Según la Oficina del Censo, en 2000 los ingresos medios de los hogares de la localidad eran de $34 688  y los ingresos medios de las familias eran de $39 113 . Los hombres tenían ingresos medios por $30 694  frente a los $20 217  que percibían las mujeres. Los ingresos per cápita para la localidad eran de $18 086 . Alrededor del 10,4 % de la población estaba por debajo del umbral de pobreza.
De acuerdo con la estimación 2016-2020 de la Oficina del Censo, los ingresos medios de los hogares de la localidad son de $47 543  y los ingresos medios de las familias son de $57 083 . Alrededor del 14.6 % de la población está por debajo del umbral de pobreza.